# Mémorial Philippe Van Coningsloo 2014
La 22e édition du Mémorial Philippe Van Coningsloo a eu lieu le 8 juin 2014. La course fait partie du calendrier UCI Europe Tour 2014 en catégorie 1.2.

## Présentation

### Équipes
Classé en catégorie 1.2 de l'UCI Europe Tour, le Mémorial Philippe Van Coningsloo est par conséquent ouvert aux équipes continentales professionnelles belges, aux équipes continentales, aux équipes nationales et aux équipes régionales et de clubs.
Vingt-huit équipes participent à ce Mémorial Philippe Van Coningsloo - dix-sept équipes continentales, dix équipes régionales et de clubs et une équipe nationale.
| Équipes continentales                     | Équipes continentales | Équipes continentales |
| Nom de l'équipe                           | Pays                  | Code                  |
| ----------------------------------------- | --------------------- | --------------------- |
| 3M                                        | Belgique              | MMM                   |
| An Post-ChainReaction                     | Irlande               | SKT                   |
| Cibel                                     | Belgique              | CIB                   |
| Color Code-Biowanze                       | Belgique              | CCB                   |
| Giant-Shimano Development                 | Suède                 | GID                   |
| Josan-To Win                              | Belgique              | JTW                   |
| Koga                                      | Pays-Bas              | KOG                   |
| Kuota                                     | Allemagne             | TKG                   |
| MLP Bergstrasse                           | Allemagne             | TBJ                   |
| Motiv3                                    | Norvège               | MPC                   |
| Start-Trigon                              | Paraguay              | STF                   |
| Stuttgart                                 | Allemagne             | SGT                   |
| T.Palm-Pôle Continental Wallon            | Belgique              | PCW                   |
| Vastgoedservice-Golden Palace Continental | Belgique              | VGS                   |
| Veranclassic-Doltcini                     | Belgique              | VER                   |
| Verandas Willems                          | Belgique              | WIL                   |
| Wallonie-Bruxelles                        | Belgique              | WBC                   |

| Équipes régionales et de clubs   | Équipes régionales et de clubs | Équipes régionales et de clubs |
| Nom de l'équipe                  | Pays                           | Code                           |
| -------------------------------- | ------------------------------ | ------------------------------ |
| Asfra Racing Oudenaarde          | Belgique                       | ASF                            |
| Baguet-MIBA Poorten-Indulek      | Belgique                       | BMP                            |
| BCV Works-Soenens                | Belgique                       | BCV                            |
| Bianchi-Lotto-Nieuwe Hoop Tielen | Belgique                       | VZW                            |
| EFC-Omega Pharma-Quick Step      | Belgique                       | EFC                            |
| Lotto-Belisol U23                | Belgique                       | LTU                            |
| Ottignies-Perwez                 | Belgique                       | OTP                            |
| Prorace                          | Belgique                       | PRO                            |
| Van Der Vurst Development        | Belgique                       | VDV                            |
| VL Technics-Abutriek             | Belgique                       | VLT                            |

| Équipe nationale                     | Équipe nationale | Équipe nationale |
| Nom de l'équipe                      | Pays             | Code             |
| ------------------------------------ | ---------------- | ---------------- |
| Équipe nationale de Nouvelle-Zélande | Nouvelle-Zélande | NZL              |

### Règlement de la course

#### Primes
Les vingt prix sont attribués suivant le barème de l'UCI,. Le total général des prix distribués est de 6 010 €.
| Position | 1er     | 2e      | 3e    | 4e    | 5e    | 6e    | 7e    | 8e    | 9e    | 10e à 20e |
| Prix     | 2 425 € | 1 210 € | 607 € | 305 € | 240 € | 180 € | 180 € | 118 € | 118 € | 57 €      |

## Classements

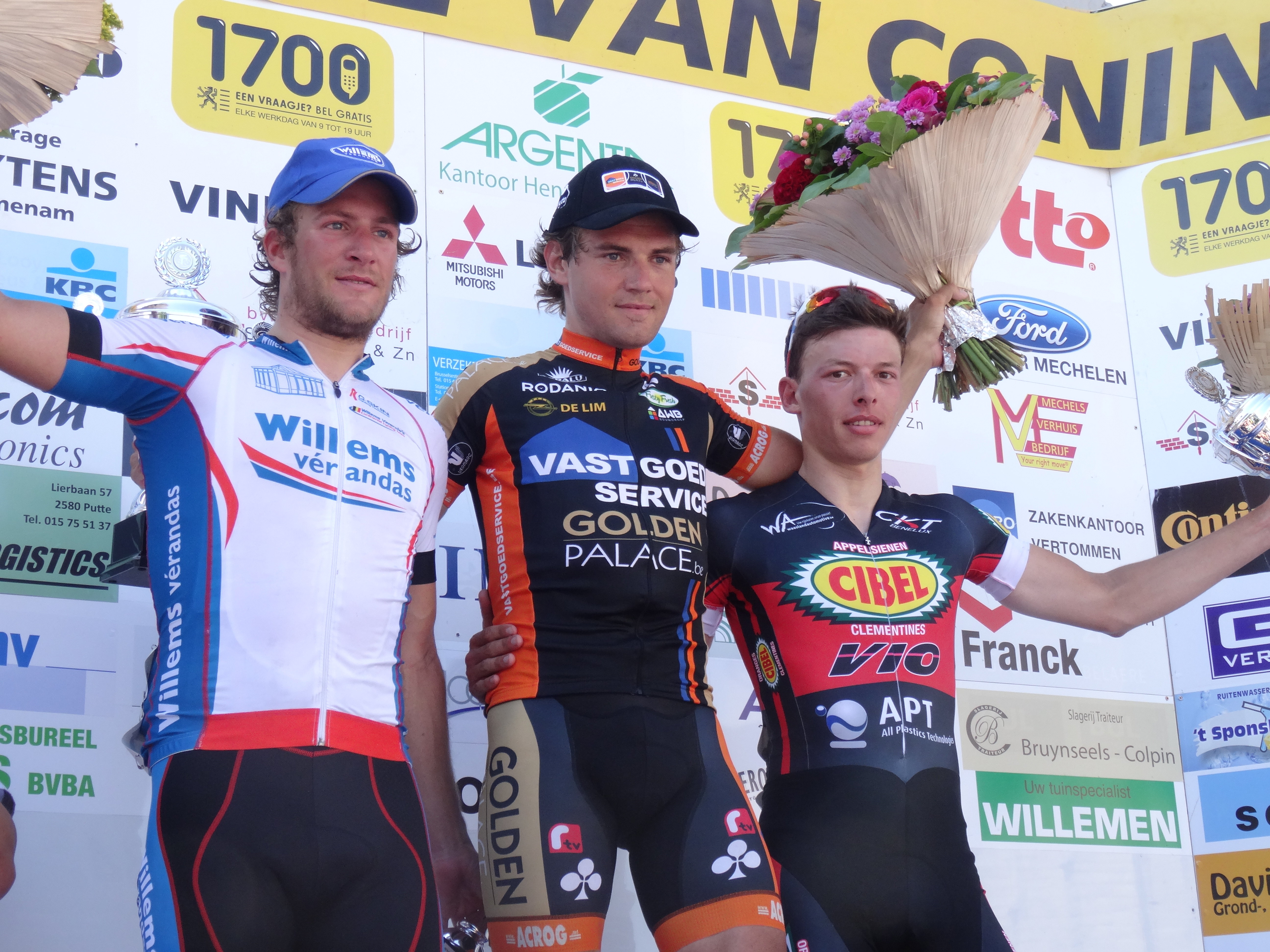
Podium de l'édition 2014 du Mémorial Philippe Van Coningsloo : Nicolas Vereecken (2e), Rob Ruijgh (1er) et Oliver Naesen (3e).

### Classement général
Rob Ruijgh (Vastgoedservice-Golden Palace Continental) remporte la première place au terme de 180,8 km effectués en 3 h 55 min 2 s. Il est suivi trois seconde plus tard par Nicolas Vereecken (Verandas Willems) et Oliver Naesen (Cibel),.
Cent-vingt-six coureurs ont franchi la ligne d'arrivée sur les 190 qui ont pris le départ.
| Classement général, | Classement général,   | Classement général, | Classement général,                       | Classement général, |
|                     | Coureur               | Pays                | Équipe                                    | Temps               |
| ------------------- | --------------------- | ------------------- | ----------------------------------------- | ------------------- |
| 1er                 | Rob Ruijgh            | Pays-Bas            | Vastgoedservice-Golden Palace Continental | en 3 h 55 min 2 s   |
| 2e                  | Nicolas Vereecken     | Belgique            | Verandas Willems                          | + 3 s               |
| 3e                  | Oliver Naesen         | Belgique            | Cibel                                     | m.t                 |
| 4e                  | Xandro Meurisse       | Belgique            | Lotto-Belisol U23                         | m.t                 |
| 5e                  | Kenneth Van Rooy      | Belgique            | Lotto-Belisol U23                         | m.t                 |
| 6e                  | Olivier Pardini       | Belgique            | Verandas Willems                          | m.t                 |
| 7e                  | Tim Vanspeybroeck     | Belgique            | 3M                                        | m.t                 |
| 8e                  | Niels Reynvoet        | Belgique            | Josan-To Win                              | m.t                 |
| 9e                  | Jori Van Steenberghen | Belgique            | Cibel                                     | m.t                 |
| 10e                 | Floris Smeyers        | Belgique            | Verandas Willems                          | m.t                 |
| modifier            |                       |                     |                                           |                     |

### Classement de la Topcompétition après quatre manches

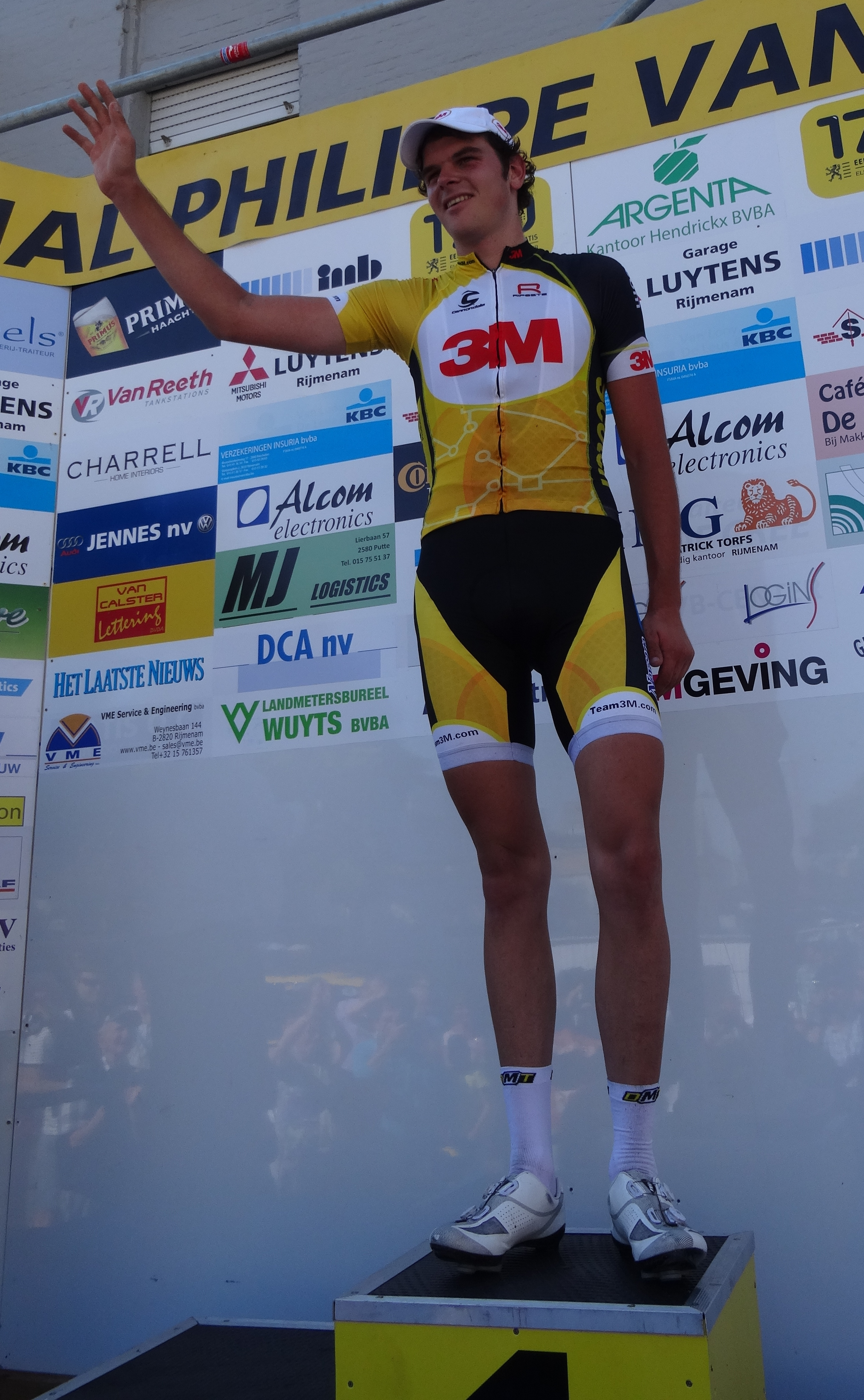
Tim Vanspeybroeck est encore en tête de la Topcompétition à l'issue du Mémorial Philippe Van Coningsloo 2014.

Le classement inter-équipes à l'issue du Mémorial Philippe Van Coningsloo 2014 fait état de 108 points pour Lotto-Belisol U23, 106 points pour EFC-Omega Pharma-Quick Step, 98 points pour Verandas Willems, 85 points pour 3M, 82 points pour Color Code-Biowanze, 82 points pour Cibel, 77 points pour BCV Works-Soenens, 70 points pour Josan-To Win, 70 points pour Ottignies-Perwez, 68 points pour VL Technics-Abutriek, 64 points pour Prorace, 53 points pour T.Palm-Pôle Continental Wallon, 52 points pour Wallonie-Bruxelles, 49 points pour Veranclassic-Doltcini, 47 points pour Van Der Vurst Development, 42 points pour Baguet-MIBA Poorten-Indulek, 31 points pour Bianchi-Lotto-Nieuwe Hoop Tielen, 18 points pour Asfra Racing Oudenaarde et onze points pour Vastgoedservice-Golden Palace Continental.
| Top ten de la Top Compétition après quatre manches | Top ten de la Top Compétition après quatre manches | Top ten de la Top Compétition après quatre manches | Top ten de la Top Compétition après quatre manches | Top ten de la Top Compétition après quatre manches |
| -------------------------------------------------- | -------------------------------------------------- | -------------------------------------------------- | -------------------------------------------------- | -------------------------------------------------- |
|                                                    | Coureur                                            | Pays                                               | Équipe                                             | Point(s)                                           |
| 1er                                                | Tim Vanspeybroeck                                  | Belgique                                           | 3M                                                 | 75 points                                          |
| 2e                                                 | Matthias Allegaert                                 | Belgique                                           | BCV Works-Soenens                                  | 66 pts                                             |
| 3e                                                 | Kenneth Van Rooy                                   | Belgique                                           | Lotto-Belisol U23                                  | 62 pts                                             |
| 4e                                                 | Gaëtan Bille                                       | Belgique                                           | Verandas Willems                                   | 56 pts                                             |
| 5e                                                 | Oliver Naesen                                      | Belgique                                           | Cibel                                              | 48 pts                                             |
| 6e                                                 | Bert Van Lerberghe                                 | Belgique                                           | EFC-Omega Pharma-Quick Step                        | 47 pts                                             |
| 7e                                                 | Niels Reynvoet                                     | Belgique                                           | Josan-To Win                                       | 46 pts                                             |
| 8e                                                 | Xandro Meurisse                                    | Belgique                                           | Lotto-Belisol U23                                  | 46 pts                                             |
| 9e                                                 | Kevin Deltombe                                     | Belgique                                           | Lotto-Belisol U23                                  | 45 pts                                             |
| 10e                                                | Floris De Tier                                     | Belgique                                           | EFC-Omega Pharma-Quick Step                        | 43 pts                                             |
| modifier                                           |                                                    |                                                    |                                                    |                                                    |

### UCI Europe Tour
Ce Mémorial Philippe Van Coningsloo attribue des points pour l'UCI Europe Tour 2014, par équipes seulement aux coureurs des équipes continentales professionnelles et continentales, individuellement à tous les coureurs des équipes précitées.
| Position           | 1er | 2e | 3e | 4e | 5e | 6e | 7e | 8e |
| Classement général | 40  | 30 | 25 | 20 | 15 | 10 | 5  | 3  |

## Liste des participants
,